# Ла Мастра, Розарио
Розарио ла Мастра (итал. Rosario La Mastra; род. 2 января 1984, Катания, Сицилия) — итальянский легкоатлет, специалист по бегу на короткие дистанции. Выступал на профессиональном уровне в 2002—2016 годах, чемпион Всемирных военных игр, обладатель бронзовой медали молодёжного чемпионата Европы, победитель и призёр первенств национального значения, участник чемпионата мира в Осаке.

## Биография
Розарио ла Мастра родился 2 января 1984 года в Катании, Сицилия. Занимался лёгкой атлетикой под руководством тренера Филиппо ди Муло.
Успешно выступал в спринтерских дисциплинах на различных стартах в Италии начиная с 2002 года.
В 2005 году вошёл в состав итальянской сборной и выступил на молодёжном европейском первенстве в Эрфурте, где с молодёжным национальным рекордом 39,41 завоевал бронзовую награду в зачёте эстафеты 4 × 100 метров.
В 2007 году среди прочего стартовал на чемпионате мира в Осаке, дошёл до четвертьфинала в индивидуальном беге на 100 метров и остановился на предварительном квалификационном этапе эстафеты 4 × 100 метров. Также в 100-метровой дисциплине стал пятым, а в эстафете победил на Всемирных военных играх в Хайдарабаде (показанный итальянскими бегунами результат 39,28 в течение многих лет являлся рекордом Игр).
Будучи студентом, в 2011 году представлял Италию на Всемирной Универсиаде в Шэньчжэне, в беге на 100 метров дошёл до четвертьфинала.
В качестве запасного бегуна находился в составе итальянской эстафетной команды на Олимпийских играх 2012 года в Лондоне, но в итоге выйти здесь на старт ему не довелось.
Завершил спортивную карьеру по окончании сезона 2016 года.